# Unterkulm
Unterkulm (schweizerdeutsch: (ˈʊndər)ˌχʊlm) ist eine Einwohnergemeinde im Schweizer Kanton Aargau und Hauptort des Bezirks Kulm. Sie liegt im mittleren Wynental.

## Geographie
Das Dorf ist eine Streusiedlung, die den flachen Talboden bedeckt und deren Bebauung locker mit jener von Oberkulm zusammengewachsen ist. Beim Dorfzentrum zweigen zwei kurze Seitentäler ab. Im Osten erstreckt sich das Pfaffental bis hinauf zum Weiler Steineberg (566 m ü. M.) und zu den Ausläufern des Hohen Felsens, der natürlichen Grenze zum Seetal. Im Westen erstreckt sich das Böhlertal bis zum 617 Meter hohen Böhlerpass, über den man ins Suhrental gelangt. Der Pass liegt zwischen dem Tornig (650 m ü. M.) und der Hochwacht (653 m ü. M.). Nördlich der Hochwacht befindet sich eine lang gestreckte Hochebene mit dem Weiler Wannenhof (613 m ü. M.). Die Wyna fliesst grösstenteils auf der Westseite des Haupttales und durchquert nördlich des Dorfzentrums eine knapp zweihundert Meter breite Engstelle. Das Gemeindegebiet reicht ganz im Nordosten bis an den Dorfrand von Teufenthal. Dort zweigt in Richtung Westen das rund ein Kilometer lange Zinsental ab, in dem sich der gleichnamige Weiler befindet.
Die Fläche des Gemeindegebiets beträgt 888 Hektaren, davon sind 350 Hektaren bewaldet und 130 Hektaren überbaut. Der höchste Punkt befindet sich auf 653 Metern auf dem Gipfel der Hochwacht, der tiefste auf 435 Metern an der Wyna. Nachbargemeinden sind Gränichen im Norden, Teufenthal im Nordosten, Dürrenäsch im Osten, Oberkulm im Süden, Schlossrued im Südwesten, Schöftland und Hirschthal im Westen sowie Muhen im Nordwesten.

## Geschichte
Besiedelt war die Gegend bereits während der Jungsteinzeit vor 5000 bis 3800 Jahren. 1756 stiess ein Grundeigentümer auf Mauerreste eines ausgedehnten römischen Gutshofes, der vom 1. bis zum 4. Jahrhundert bewohnt war. Beim Gebäude handelte es sich um eine Portikusvilla mit angebautem Bad. Die damals gehobenen Funde sind heute zum grössten Teil verschwunden. An den Ausgrabungen beteiligte sich auch Albrecht von Haller. Westlich der Kirche fand man 1971 einen spätrömischen Münzschatz mit fast 600 Münzen aus der Zeit der Kaiser Konstantin I. und Konstantin II. (ca. 325 bis 340 n. Chr.).
Der Ortsname entwickelte sich aus dem lateinischen villa columbaria («Hof mit Taubenschlag»). Die erste urkundliche Erwähnung von Chulenbare erfolgte im Jahr 1045 in einem Schutzbrief, den Kaiser Heinrich III. dem Stift Beromünster ausstellte. 1306 wurde Nideren Kulme im Habsburger Urbar erstmals explizit unterschieden. Im Mittelalter lag das Dorf im Herrschaftsbereich der Grafen von Lenzburg, ab 1173 in jenem der Grafen von Kyburg. Nachdem diese ausgestorben waren, übernahmen die Habsburger 1273 die Landesherrschaft und die Blutgerichtsbarkeit. Zu den zahlreichen Grundbesitzern gehörten neben dem Stift Beromünster die Klöster Schänis und Engelberg sowie lokale Adlige.

Luftansicht (1962)

1415 eroberten die Eidgenossen den Aargau. Unterkulm gehörte nun zum Untertanengebiet der Stadt Bern, dem so genannten Berner Aargau, und bildete einen Teil des Gerichtsbezirks Kulm im Amt Lenzburg. 1528 führten die Berner die Reformation ein, 1565 wird erstmals eine Schule erwähnt. Die drei Steckhöfe Wannental, Zinsental und Kabishof verloren 1751 ihre Autonomie und wurden mit Unterkulm vereinigt. Um die Mitte des 18. Jahrhunderts etablierte sich die Verarbeitung von Baumwolle.
Im März 1798 nahmen die Franzosen die Schweiz ein, entmachteten die «Gnädigen Herren» von Bern und riefen die Helvetische Republik aus. Unterkulm gehört seither zum Kanton Aargau. 1803 bestimmte die Kantonsregierung das Dorf zum Hauptort des Bezirks Kulm. Zu Beginn fehlte aber ein zentraler Standort für die Bezirksbehörden: In einem Gasthaus waren der Gerichtssaal und das Sitzungszimmer untergebracht, das Archiv befand sich im Schloss Rued, das Bezirksgefängnis im Keller des alten Schulhauses, die Kanzlei in einem Landhaus. Erst 1834 konnte das Bezirksgebäude eröffnet werden, wodurch die einzelnen Verwaltungsstellen unter einem Dach vereinigt waren. Seit 1818 besitzt Unterkulm das Marktrecht, noch heute werden jährlich vier Warenmärkte durchgeführt.
In der zweiten Hälfte des 19. Jahrhunderts ging die Bevölkerungszahl um etwa einen Sechstel zurück. Der Rückgang war aber weit weniger ausgeprägt als in zahlreichen Nachbargemeinden, da die Industrie neue Arbeitsmöglichkeiten schuf. 1854 wurde eine Seidenbandweberei gegründet, zwanzig Jahre später folgte eine Fabrik für Musikspieldosen, aus der sich später die grösste Armaturenfabrik der Schweiz entwickelte. Die Wynentalbahn nahm am 5. März 1904 ihren Betrieb auf. Unterkulm entwickelte sich zu einem industriellen Zentrum, während die Landwirtschaft immer weiter zurückgedrängt wurde. Nach einer Stagnationsphase von 1970 bis Mitte der 1990er Jahre ist wieder eine Bevölkerungszunahme zu verzeichnen.

## Sehenswürdigkeiten

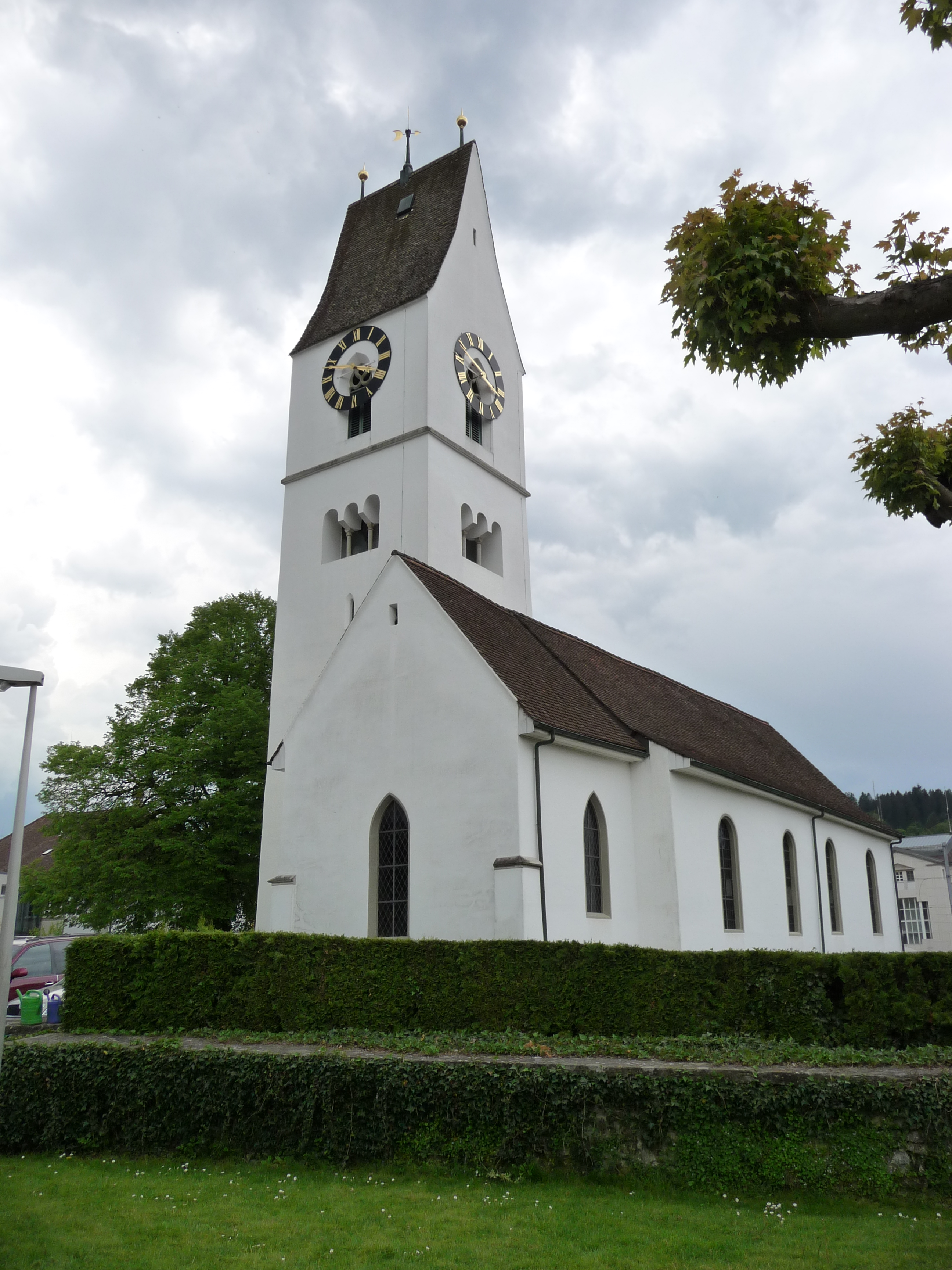
Kirche Unterkulm

Die Kirche von Unterkulm ist spätestens im 12. Jahrhundert entstanden und wurde 1275 erstmals erwähnt. Aus dieser Zeit sind die im romanischen Stil errichteten unteren zwei Stockwerke des Kirchturms erhalten geblieben. Der quadratische Chor entstand um 1400, das Kirchenschiff um 1500. Das Uhrwerk im Kirchturm stammt aus dem Jahr 1530 und stammt vom Winterthurer Uhrmacher Laurentius Liechti. An der westlichen Aussenmauer des Turms befindet sich eine Grabplatte für Hugo von Hallwyl († 1587), dem Schlossherrn der Trostburg.

## Wappen
Die Blasonierung des Gemeindewappens lautet: «Zweimal geteilt von Schwarz, Weiss und Blau.» Das Wappen wurde in dieser Form nach der Kantonsgründung eingeführt, seine Farben entsprechen jenen des Kantonswappens. Bis 1953 verwendete Oberkulm dasselbe Wappen.

## Bevölkerung
Die Einwohnerzahlen entwickelten sich wie folgt:
| Jahr      | 1764 | 1803 | 1850 | 1900 | 1930 | 1950 | 1960 | 1970 | 1980 | 1990 | 2000 | 2010 | 2020 |
| Einwohner | 811  | 1142 | 1730 | 1448 | 1580 | 1814 | 2149 | 2596 | 2558 | 2565 | 2690 | 2905 | 3343 |

Am 31. Dezember 2023 lebten 3600 Menschen in Unterkulm, der Ausländeranteil betrug 32,6 %. Bei der Volkszählung 2015 bezeichneten sich 36,1 % als reformiert und 16,3 % als römisch-katholisch; 47,6 % waren konfessionslos oder gehörten anderen Glaubensrichtungen an. 84,2 % gaben bei der Volkszählung 2000 Deutsch als ihre Hauptsprache an, 5,5 % Serbokroatisch, 5,0 % Türkisch, 1,8 % Italienisch und 1,6 % Albanisch.

## Politik und Recht

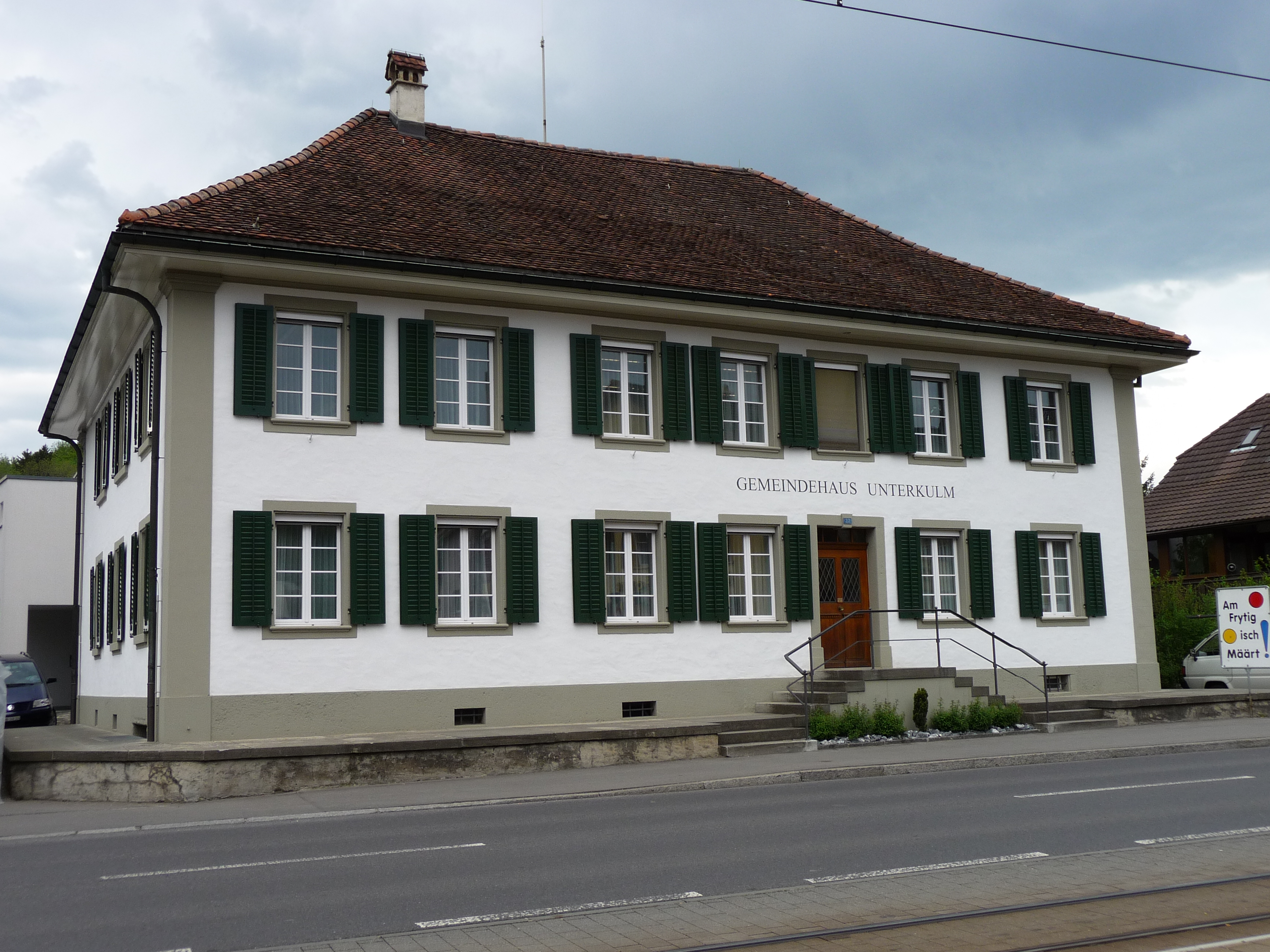
Gemeindehaus

Die Versammlung der Stimmberechtigten, die Gemeindeversammlung, übt die Legislativgewalt aus. Ausführende Behörde ist der fünfköpfige Gemeinderat. Er wird im Majorzverfahren vom Volk gewählt, seine Amtsdauer beträgt vier Jahre. Der Gemeinderat führt und repräsentiert die Gemeinde. Dazu vollzieht er die Beschlüsse der Gemeindeversammlung und die Aufgaben, die ihm vom Kanton zugeteilt wurden. Für Rechtsstreitigkeiten ist in erster Instanz das Bezirksgericht Kulm zuständig. Unterkulm ist Sitz des Friedensrichterkreises IX, der den gesamten Bezirk umfasst.

## Wirtschaft
In Unterkulm gibt es gemäss der im Jahr 2015 erhobenen Statistik der Unternehmensstruktur (STATENT) rund 1150 Arbeitsplätze, davon 6 % in der Landwirtschaft, 40 % in der Industrie und 54 % im Dienstleistungsbereich. Das mit Abstand wichtigste Unternehmen ist die KWC AG, die grösste Armaturenfabrik der Schweiz. Ebenfalls von Bedeutung sind die Herstellung von Schulmöbeln sowie das Transportgewerbe. Zahlreiche Erwerbstätige sind Wegpendler und arbeiten in der Region Reinach oder in Aarau und Umgebung.

## Verkehr
Durch das Dorf führt die Hauptstrasse 23 von Aarau über Beromünster nach Sursee, die Kantonsstrasse 285 über den Böhlerpass nach Schöftland.

### Regionalverkehr
Der Anschluss an das Netz des öffentlichen Verkehrs erfolgt durch die Wynentalbahn, die unmittelbar neben der Hauptstrasse verläuft, mit den Stationen Unterkulm und Unterkulm Nord.
- S 14 Menziken – Aarau – Schöftland (WSB)

### Nahverkehr
An Wochenenden verkehrt ein Nachtbus vom Bahnhof Aarau durch das Wynental nach Menziken.
- N24 Aarau Bahnhof – Telli – Buchs AG – Suhr – Gränichen – Teufenthal – Unterkulm – Oberkulm – Gontenschwil – Reinach – Menziken

## Bildung
Die Gemeinde verfügt über zwei Kindergärten und drei Schulhäuser, in denen sämtliche Stufen der obligatorischen Volksschule unterrichtet werden (Primarschule, Realschule, Sekundarschule und Bezirksschule). Die nächstgelegenen Gymnasien sind die Alte Kantonsschule und die Neue Kantonsschule, beide in Aarau.

## Persönlichkeiten
- Ludwig Berner (1794–1857), Regierungsrat und Richter
- Klaus Merz (* 1945), Schriftsteller